# Bodenseeufer-Untere Güll
Das Gebiet Bodenseeufer-Untere Güll ist ein mit Verordnung vom 19. April 1991 ausgewiesenes Naturschutzgebiet (NSG-Nummer 3.179) im Gebiet der baden-württembergischen Stadt Konstanz am Bodensee in Deutschland.

## Lage
Das rund 48,6 Hektar große Naturschutzgebiet Bodenseeufer-Untere Güll gehört naturräumlich zum Hegau bzw. Bodenseebecken. Es liegt in einer kleinen Flachwasserbucht des Überlinger Sees, direkt nordwestlich des Damms, der die Insel Mainau mit dem Festland verbindet und südöstlich des Stadtteils Litzelstetten, auf einer durchschnittlichen Höhe von 400 m ü. NN. In den Flurkarten werden die Gemarkungen mit Konstanz und Litzelstetten bezeichnet. Das Schutzgebiet ist unter erheblicher Flächenerweiterung aus einem Abschnitt des Naturschutzgebiets „Bodenseeufer (Gmk. Litzelstetten, Dingelsdorf, Dettingen)“ hervorgegangen.

## Schutzzweck
Wesentlicher Schutzzweck ist die Erhaltung der geschützten Uferlandschaft einschließlich des geschützten Teils des Bodensees als Lebensraum zahlreicher, zum Teil vorn Aussterben bedrohter Tierarten, insbesondere als landesweit bedeutsames Rast-, Brut- und Überwinterungsgebiet für Wasservögel, sowie das Fernhalten von Störungen für die in dieser geschützten Bodenseebucht vorkommenden und dort sehr gute Lebensbedingungen vorfindenden Wasservögel.

## Flora und Fauna

### Fauna
Aus der Liste der Vogelarten sind folgende Spezies zu nennen (Auswahl):

Eulen
- Schleiereule

Gänsevögel
- Kolbenente
- Reiherente
- Schellente
- Schnatterente
- Singschwan
- Tafelente

Lappentaucher
- Haubentaucher, Vogel des Jahres 2001

Regenpfeiferartige
- Trauerseeschwalbe

Spechtvögel
- Grauspecht
- Grünspecht
- Kleinspecht